# Óleo de macassar
O óleo de Macassar é um óleo usado principalmente por homens da Europa Ocidental ao longo de 1800 e início de 1900 como um condicionador de cabelo para cuidar e modelar o cabelo.
O óleo é geralmente feito com óleo de coco, óleo de palma ou de Schleichera oleosa, combinado com óleo de ilangue-ilangue e outros óleos aromáticos.